# Финлејсонова веверица
Финлејсонова веверица (лат. Callosciurus finlaysonii, енгл. Finlayson's squirrel) је сисар из реда глодара (Rodentia) и породице веверица (Sciuridae).

## Распрострањење
Ареал врсте је ограничен на мањи број држава. Присутна је у следећим државама: Тајланд, Лаос, Вијетнам, Бурма, Камбоџа и Сингапур.

## Станиште
Станишта врсте су шуме и планине. 
Врста је присутна на подручју реке Меконг у Југоисточној Азији.

## Угроженост
Ова врста је наведена као последња брига, јер има широко распрострањење и честа је врста.